# R.E.M. at the BBC
R.E.M. at the BBC és una caixa recopilatòria de directe de la banda estatunidenca R.E.M. publicat el 19 d'octubre de 2018. La compilació està format per vuit discs i presenta sessions enregistrades entre els anys 1984 i 2008 junt a un DVD de videoclips extra.
Les cançons provenen d'actuacions realitzades per la banda en diversos programes de televisió com Sessions into the Night, Mark and Lard, Drivetime i Radio 1 Live Lounge, John Peel Studio Session, tots ells programes de la BBC, i addicionalment un directe realitzat a Milton Keynes l'any 1995.
Van publicar un videoclip promocional per la cançó «Orange Crush» al setembre de 2018, i la setmana següent van fer el mateix per «E-Bow the Letter» amb la col·laboració de Thom Yorke, líder de la banda Radiohead.

## Llista de cançons
Totes les cançons foren escrites i compostes per Bill Berry, Peter Buck, Mike Mills i Michael Stipe, excepte les indicades. 
| 1.            | «World Leader Pretend»                                             | Sessions into the Night, BBC Radio 1, 13/03/1991 | 4:36  |
| 2.            | «Fretless»                                                         | Sessions into the Night, BBC Radio 1, 13/03/1991 | 5:16  |
| 3.            | «Half a World Away»                                                | Sessions into the Night, BBC Radio 1, 13/03/1991 | 3:33  |
| 4.            | «Radio Song»                                                       | Sessions into the Night, BBC Radio 1, 13/03/1991 | 4:05  |
| 5.            | «Losing My Religion»                                               | Sessions into the Night, BBC Radio 1, 13/03/1991 | 4:42  |
| 6.            | «Love Is All Around» (Reg Presley)                                 | Sessions into the Night, BBC Radio 1, 13/03/1991 | 3:09  |
| 7.            | «Walk Unafraid» (Buck, Mills, Stipe)                               | John Peel Studio Session, 25/10/1998             | 4:04  |
| 8.            | «Daysleeper» (Buck, Mills, Stipe)                                  | John Peel Studio Session, 25/10/1998             | 3:18  |
| 9.            | «Lotus» (Buck, Mills, Stipe)                                       | John Peel Studio Session, 25/10/1998             | 4:13  |
| 10.           | «At My Most Beautiful» (Buck, Mills, Stipe)                        | John Peel Studio Session, 25/10/1998             | 3:16  |
| 11.           | «Bad Day»                                                          | Mark and Lard, BBC Radio 1, 15/10/2003           | 4:03  |
| 12.           | «Orange Crush»                                                     | Mark and Lard, BBC Radio 1, 15/10/2003           | 3:55  |
| 13.           | «Man on the Moon»                                                  | Drivetime, BBC Radio 2, 15/10/2003               | 4:59  |
| 14.           | «Imitation of Life» (Buck, Mills, Stipe)                           | Drivetime, BBC Radio 2, 15/10/2003               | 3:41  |
| 15.           | «Supernatural Superserious» (Buck, Mills, Stipe)                   | Radio 1 Live Lounge, 26/03/2008                  | 3:23  |
| 16.           | «Munich» (Edward Lay, Russell Leetch, Tom Smith, Chris Urbanowicz) | Radio 1 Live Lounge, 26/03/2008                  | 3:18  |
| Durada total: | Durada total:                                                      | Durada total:                                    | 64:17 |

| 1.            | «Introduction»                              | 0:26  |
| 2.            | «Losing My Religion»                        | 4:44  |
| 3.            | «New Test Leper»                            | 5:53  |
| 4.            | «Lotus» (Buck, Mills, Stipe)                | 4:48  |
| 5.            | «Parakeet» (Buck, Mills, Stipe)             | 4:23  |
| 6.            | «Electrolite»                               | 4:23  |
| 7.            | «Perfect Circle»                            | 4:39  |
| 8.            | «The Apologist» (Buck, Mills, Stipe)        | 4:40  |
| 9.            | «Daysleeper» (Buck, Mills, Stipe)           | 4:44  |
| 10.           | «Country Feedback»                          | 7:23  |
| 11.           | «At My Most Beautiful» (Buck, Mills, Stipe) | 4:14  |
| 12.           | «Walk Unafraid» (Buck, Mills, Stipe)        | 4:52  |
| 13.           | «Man on the Moon»                           | 6:11  |
| Durada total: | Durada total:                               | 62:32 |

| 1.            | «Second Guessing»                                               | 2:57  |
| 2.            | «Hyena»                                                         | 2:57  |
| 3.            | «Talk About the Passion»                                        | 3:04  |
| 4.            | «West of the Fields» (Jerry Ayers, Berry, Buck, Mills, Stipe)   | 3:07  |
| 5.            | «(Don't Go Back To) Rockville»                                  | 4:29  |
| 6.            | «Auctioneer (Another Engine)»                                   | 3:01  |
| 7.            | «So. Central Rain (I'm Sorry)»                                  | 4:51  |
| 8.            | «Old Man Kensey»                                                | 4:24  |
| 9.            | «Gardening at Night»                                            | 3:26  |
| 10.           | «9–9»/«Hey Diddle Diddle» (tradicional)/«Feeling Gravitys Pull» | 5:39  |
| 11.           | «Windout»                                                       | 1:49  |
| 12.           | «Driver 8»                                                      | 3:25  |
| 13.           | «Pretty Persuasion»                                             | 3:33  |
| 14.           | «Radio Free Europe»                                             | 3:49  |
| 15.           | «Wendell Gee»                                                   | 3:21  |
| 16.           | «Carnival of Sorts (Boxcars)»                                   | 4:47  |
| Durada total: | Durada total:                                                   | 58:49 |

| 1.            | «What's the Frequency, Kenneth?» | 3:58  |
| 2.            | «Crush with Eyeliner»            | 4:42  |
| 3.            | «Drive»                          | 3:51  |
| 4.            | «Turn You Inside Out»            | 4:17  |
| 5.            | «Try Not to Breathe»             | 3:50  |
| 6.            | «I Took Your Name»               | 4:15  |
| 7.            | «Undertow»                       | 5:16  |
| 8.            | «Bang and Blame»                 | 4:58  |
| 9.            | «I Don't Sleep I Dream»          | 4:14  |
| 10.           | «Strange Currencies»             | 4:31  |
| 11.           | «Revolution»                     | 3:20  |
| 12.           | «Tongue»                         | 4:38  |
| Durada total: | Durada total:                    | 51:59 |

| 1.            | «Man on the Moon»                                           | 5:46  |
| 2.            | «Country Feedback»                                          | 6:49  |
| 3.            | «Half a World Away»                                         | 4:04  |
| 4.            | «Losing My Religion»                                        | 4:54  |
| 5.            | «Pop Song 89»                                               | 3:27  |
| 6.            | «Finest Worksong»                                           | 3:48  |
| 7.            | «Get Up»                                                    | 2:54  |
| 8.            | «Star 69»                                                   | 4:00  |
| 9.            | «Let Me In»                                                 | 3:59  |
| 10.           | «Everybody Hurts»                                           | 7:24  |
| 11.           | «Fall on Me»                                                | 3:11  |
| 12.           | «Departure»                                                 | 3:52  |
| 13.           | «It's the End of the World as We Know It (And I Feel Fine)» | 5:15  |
| Durada total: | Durada total:                                               | 59:23 |

| 1.            | «Lotus» (Buck, Mills, Stipe)                | 4:36  |
| 2.            | «What's the Frequency, Kenneth?»            | 4:09  |
| 3.            | «So Fast, So Numb»                          | 4:47  |
| 4.            | «The Apologist» (Buck, Mills, Stipe)        | 4:36  |
| 5.            | «Fall on Me»                                | 3:26  |
| 6.            | «Daysleeper» (Buck, Mills, Stipe)           | 3:29  |
| 7.            | «The Wake-Up Bomb»                          | 5:01  |
| 8.            | «The One I Love»                            | 3:27  |
| 9.            | «Sweetness Follows»                         | 5:50  |
| 10.           | «At My Most Beautiful» (Buck, Mills, Stipe) | 3:37  |
| Durada total: | Durada total:                               | 42:58 |

| 1.            | «Losing My Religion»                                        | 5:24  |
| 2.            | «Everybody Hurts»                                           | 6:47  |
| 3.            | «Walk Unafraid» (Buck, Mills, Stipe)                        | 4:17  |
| 4.            | «Star 69»                                                   | 3:04  |
| 5.            | «Finest Worksong»                                           | 4:22  |
| 6.            | «Man on the Moon»                                           | 5:43  |
| 7.            | «Why Not Smile» (Buck, Mills, Stipe)                        | 2:10  |
| 8.            | «Crush with Eyeliner»                                       | 4:40  |
| 9.            | «Tongue»                                                    | 5:19  |
| 10.           | «Cuyahoga»                                                  | 4:37  |
| 11.           | «It's the End of the World as We Know It (And I Feel Fine)» | 6:58  |
| Durada total: | Durada total:                                               | 53:28 |

| 1.            | «Intro»                                     | 0:47  |
| 2.            | «So Fast, So Numb»                          | 5:13  |
| 3.            | «Boy in the Well» (Buck, Mills, Stipe)      | 5:20  |
| 4.            | «I Wanted to Be Wrong» (Buck, Mills, Stipe) | 5:19  |
| 5.            | «E-Bow the Letter»                          | 5:09  |
| 6.            | «Around the Sun» (Buck, Mills, Stipe)       | 5:02  |
| 7.            | «Aftermath» (Buck, Mills, Stipe)            | 3:58  |
| 8.            | «Losing My Religion»                        | 4:47  |
| 9.            | «Walk Unafraid»                             | 5:10  |
| 10.           | «Leaving New York» (Buck, Mills, Stipe)     | 4:48  |
| 11.           | «Imitation of Life»                         | 4:35  |
| 12.           | «Man on the Moon»                           | 5:34  |
| Durada total: | Durada total:                               | 55:24 |

| 1.  | «Moon River» (Henry Mancini, Johnny Mercer)                         |  |
| 2.  | «Pretty Persuasion»                                                 |  |
| 3.  | «Pop Song 89»                                                       |  |
| 4.  | «Orange Crush»                                                      |  |
| 5.  | «Losing My Religion»                                                |  |
| 6.  | «Half a World Away»                                                 |  |
| 7.  | «Crush with Eyeliner»                                               |  |
| 8.  | «Man on the Moon»                                                   |  |
| 9.  | «Daysleeper» (Buck, Mills, Stipe)                                   |  |
| 10. | «Imitation of Life» (Buck, Mills, Stipe)                            |  |
| 11. | «So. Central Rain (I'm Sorry)»                                      |  |
| 12. | «All the Way to Reno (You're Gonna Be a Star)» (Buck, Mills, Stipe) |  |
| 13. | «Leaving New York» (Buck, Mills, Stipe)                             |  |

| 1.  | «Intro»                                     |  |
| 2.  | «Losing My Religion»                        |  |
| 3.  | «Lotus» (Buck, Mills, Stipe)                |  |
| 4.  | «New Test Leper»                            |  |
| 5.  | «Daysleeper» (Buck, Mills, Stipe)           |  |
| 6.  | «Electrolite»                               |  |
| 7.  | «At My Most Beautiful» (Buck, Mills, Stipe) |  |
| 8.  | «The Apologist» (Buck, Mills, Stipe)        |  |
| 9.  | «Country Feedback»                          |  |
| 10. | «Parakeet» (Buck, Mills, Stipe)             |  |
| 11. | «So. Central Rain (I'm Sorry)»              |  |
| 12. | «Walk Unafraid» (Buck, Mills, Stipe)        |  |
| 13. | «Man on the Moon»                           |  |
| 14. | «The Passenger» (Ricky Gardiner, Iggy Pop)  |  |

| 1. | «I've Been High» (Buck, Mills, Stipe) |  |
| 2. | «Nightswimming»                       |  |
| 3. | «Bad Day»                             |  |

### Best of
| 1.            | «World Leader Pretend»                           | Enregistrat a Nicky Campbell Session Into the Night a BBC Radio 1, 13/09/1991 | 4:36  |
| 2.            | «Half a World Away»                              | Enregistrat a Nicky Campbell Session Into the Night a BBC Radio 1, 13/09/1991 | 3:33  |
| 3.            | «Radio Song»                                     | Enregistrat a Nicky Campbell Session Into the Night a BBC Radio 1, 13/09/1991 | 4:05  |
| 4.            | «Losing My Religion»                             | Enregistrat a Nicky Campbell Session Into the Night a BBC Radio 1, 13/09/1991 | 4:42  |
| 5.            | «Lotus» (Buck, Mills, Stipe)                     | Enregistrat a John Peel Session a BBC Radio 1, 25/10/1998                     | 4:13  |
| 6.            | «At My Most Beautiful» (Buck, Mills, Stipe)      | Enregistrat a John Peel Session a BBC Radio 1, 25/10/1998                     | 3:16  |
| 7.            | «Electrolite»                                    | Enregistrat a John Peel Session a BBC Radio 1, 25/10/1998                     | 4:23  |
| 8.            | «Perfect Circle»                                 | Enregistrat a John Peel Session a BBC Radio 1, 25/10/1998                     | 4:39  |
| 9.            | «Daysleeper» (Buck, Mills, Stipe)                | Enregistrat a John Peel Session a BBC Radio 1, 25/10/1998                     | 4:44  |
| 10.           | «Country Feedback»                               | Enregistrat a Later... with Jools Holland a BBC1, 27/10/1998                  | 6:49  |
| 11.           | «Bad Day»                                        | Enregistrat a Mark and Lard a BBC Radio 1, 15/10/2003                         | 4:03  |
| 12.           | «Orange Crush»                                   | Enregistrat a Mark and Lard a BBC Radio 1, 15/10/2003                         | 3:55  |
| 13.           | «Nightswimming»                                  | Enregistrat a Later... with Jools Holland a BBC1, 14/10/2003                  | 4:20  |
| 14.           | «Man on the Moon»                                | Enregistrat a Drivetime a BBC Radio 2, 15/10/2003                             | 4:59  |
| 15.           | «Imitation of Life» (Buck, Mills, Stipe)         | Enregistrat a Radio 1 Live Lounge a BBC Radio 1, 26/03/2008                   | 3:41  |
| 16.           | «Supernatural Superserious» (Buck, Mills, Stipe) | Enregistrat a Radio 1 Live Lounge a BBC Radio 1, 26/03/2008                   | 3:23  |
| Durada total: | Durada total:                                    | Durada total:                                                                 | 69:21 |

| 1.            | «(Don't Go Back To) Rockville»                              | Primera emissió el 21 de novembre de 1984, Rock City, Nottingham          | 4:29  |
| 2.            | «So. Central Rain (I'm Sorry)»                              | Primera emissió el 21 de novembre de 1984, Rock City, Nottingham          | 4:51  |
| 3.            | «Gardening at Night»                                        | Primera emissió el 21 de novembre de 1984, Rock City, Nottingham          | 3:26  |
| 4.            | «Driver 8»                                                  | Primera emissió el 21 de novembre de 1984, Rock City, Nottingham          | 3:25  |
| 5.            | «Radio Free Europe»                                         | Primera emissió el 21 de novembre de 1984, Rock City, Nottingham          | 3:49  |
| 6.            | «What's the Frequency, Kenneth?»                            | Primera emissió el 30 de juliol de 1995, Milton Keynes                    | 3:54  |
| 7.            | «Crush with Eyeliner»                                       | Primera emissió el 30 de juliol de 1995, Milton Keynes                    | 4:42  |
| 8.            | «Drive»                                                     | Primera emissió el 30 de juliol de 1995, Milton Keynes                    | 3:51  |
| 9.            | «Half a World Away»                                         | Primera emissió el 30 de juliol de 1995, Milton Keynes                    | 4:04  |
| 10.           | «Pop Song 89»                                               | Primera emissió el 30 de juliol de 1995, Milton Keynes                    | 3:27  |
| 11.           | «Finest Worksong»                                           | Primera emissió el 30 de juliol de 1995, Milton Keynes                    | 3:48  |
| 12.           | «Fall on Me»                                                | Primera emissió el 25 de juny de 1999, Pyramid Stage Glastonbury Festival | 3:26  |
| 13.           | «The One I Love»                                            | Primera emissió el 25 de juny de 1999, Pyramid Stage Glastonbury Festival | 3:27  |
| 14.           | «Everybody Hurts»                                           | Primera emissió el 25 de juny de 1999, Pyramid Stage Glastonbury Festival | 6:47  |
| 15.           | «It's the End of the World as We Know It (And I Feel Fine)» | Primera emissió el 25 de juny de 1999, Pyramid Stage Glastonbury Festival | 6:58  |
| 16.           | «E-Bow the Letter»                                          | Primera emissió el 15 de setembre de 2004, St. James's Church, Londres    | 5:09  |
| 17.           | «Losing My Religion»                                        | Primera emissió el 15 de setembre de 2004, St. James's Church, Londres    | 4:47  |
| 18.           | «Man on the Moon»                                           | Primera emissió el 15 de setembre de 2004, St. James's Church, Londres    | 5:34  |
| Durada total: | Durada total:                                               | Durada total:                                                             | 79:54 |

## Crèdits
R.E.M.
- Bill Berry – bateria, percussió, harmonia vocal
- Peter Buck – guitarra acústica i elèctrica
- Mike Mills – baix, teclats, veus addicionals
- Michael Stipe – cantant

Músics addicionals
- B. J. Cole – guitarra d'acer, guitarra d'acer amb pedal
- Nathan December – guitarra rítmica, guitarra principal
- Brian Harris – baix
- Jools Holland – piano
- Peter Holsapple – guitarra rítmica, teclats
- Scott McCaughey – baix, guitarra, teclats, veus addicionals
- Bill Rieflin – bateria, percussió
- Duane Saetveit – trompa
- Ken Stringfellow – baix, guitarra, teclats, veus addicionals
- Joey Waronker – bateria, percussió
- Thom Yorke – cantant

Altres
- Tom Doyle – nota d'àlbum
- Mark Hagen – nota d'àlbum
- Jo Whiley – nota d'àlbum